# Colección de calaveras judías

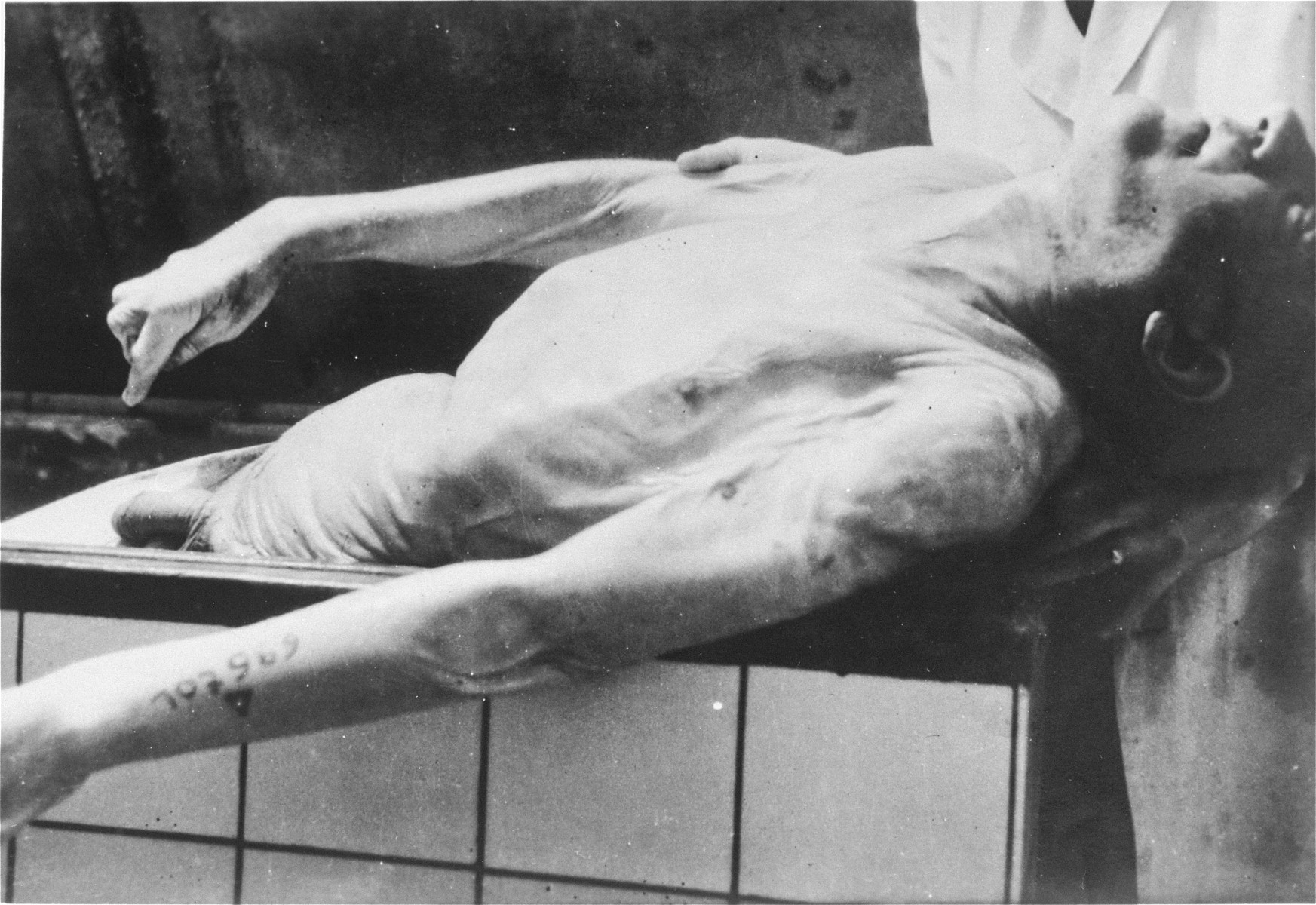
El cuerpo de Menachem Taffel, parte de la colección de esqueletos judíos

La colección de calaveras judías fue un intento de los nazis de crear una exhibición antropológica para mostrar la supuesta inferioridad racial de la «raza judía» y enfatizar el estatus de los judíos como Untermenschen ('subhumanos'), en contraste con la raza alemana, que los nazis consideraban Übermenschen arios ('superhumanos'). La colección se albergaría en el Instituto de Anatomía de la Universidad del Reich en Estrasburgo en la región anexa de Alsacia, donde se realizó la preparación inicial de los cadáveres.
La colección fue sancionada por el Reichsführer-SS Heinrich Himmler, y diseñada por y bajo la dirección de August Hirt con Rudolf Brandt y Wolfram Sievers, director general de la Ahnenerbe, siendo los encargados de procurar y preparar los cadáveres.
El trabajo de Hans-Joachim Lang publicado en 2004 reveló las identidades y la historia familiar de todas las víctimas de este proyecto, basándose en el descubrimiento de los números de prisioneros encontrados en Natzweiler-Struthof en los registros de los vacunados contra el tifus en Auschwitz. La lista de nombres se colocó en un monumento en el cementerio donde todos fueron enterrados, en las instalaciones utilizadas para asesinarlos y en el Instituto Anatómico donde se encontraron los cadáveres en 1944.

## Antecedentes
El antropólogo Bruno Beger, que trabajó en la SS-Rasse- und Siedlungshauptamt, fue uno de los participantes en la expedición alemana al Tíbet en 1938/39 bajo la dirección de Ernst Schäfer y el patrocinio de Heinrich Himmler. Tras el regreso de los participantes, el jefe de la Sociedad para la Investigación y Enseñanza sobre la Herencia Ancestral Alemana (Ahnenerbe), Wolfram Sievers, fundó el centro de investigación Asia Interior y Expediciones (Innerasien und Expeditionen) para poder evaluar los resultados de la expedición. Como parte de esta empresa, Bruno Beger se ocupó de comprobar la suposición que era común en la época, de que los orígenes del hombre  europeo se encontraban en el Tíbet. Esta tesis del movimiento migratorio de los europeos, propuesta por el Georges-Louis Leclerc de Buffon y retomada por Johann Friedrich Blumenbach, era popular y fue complementada por el supervisor de doctorado de Beger, Hans F. K. Günther, con la tesis de que unos pocos miles de años después, las personas que se habían convertido en «nórdicas» emigraron de regreso al Tíbet y formaron la nobleza allí (tesis del norte). Immanuel Kant habló del Tíbet como la «cuna de la raza humana», de donde procedía «toda nuestra religión». Himmler esperaba evidencia para esta tesis, pero Beger no la pudo proporcionar, ya que muy pocos tibetanos aceptaron ser moldeados antropológicamente por él.
El 10 de diciembre de 1941, Sievers propuso a  Beger un proyecto de habilitación titulado «Los caminos migratorios de los indoeuropeos basados en componentes residuales raciales del norte» («Die Wanderungswege der Indogermanen auf Grund nordrassiger Restbestandteile»), en el que se debía aportar evidencia antropológica de los movimientos migratorios de los que creía haber encontrado pistas en el Tíbet. El 3 de enero de 1942, Beger recibió de Sievers una subvención de habilitación para su proyecto de elaboración de un mapa de razas desde Asia hasta Europa. Con su habilitación, Beger aspiraba a la todavía vacante cátedra de antropología en Estrasburgo. Según el memorándum, los cráneos capturados debían guardarse allí. Los miembros de los grupos étnicos entre el Tíbet y el norte de Europa, en los que Beger quería probar el movimiento migratorio, podrían haber sido accesibles a una medida de cuerpo y cabeza. Pero Beger primero quería crear un modelo positivo de la cabeza del sujeto vivo moldeando la cabeza y luego separando y esqueletizando la cabeza. Quería comprobar las diferencias entre el cráneo, el tejido adiposo, los músculos y la piel.

Sello de la Universidad de Estrasburgo

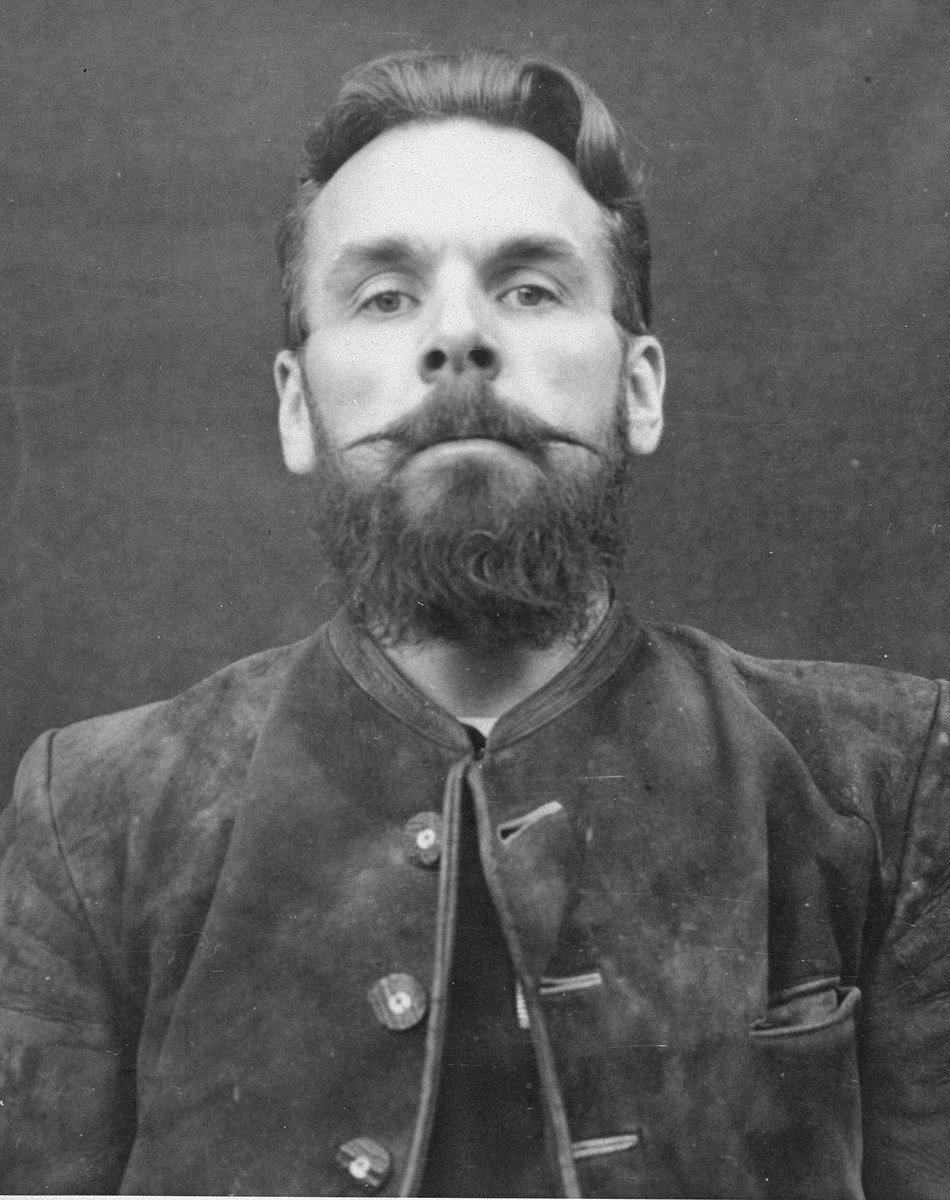
Wolfram Sievers en el momento del juicio de los médicos de Nuremberg.

Después de que Beger, como corresponsal de guerra, se enterara de la Orden de los Comisarios, quiso sacar provecho de ella. Entre los prisioneros de guerra soviéticos había representantes de numerosos grupos étnicos de las repúblicas soviéticas entre el Asia Occidental y el Cáucaso, como uzbekos, kazajos, tayikos, turcomanos y kirguises. Dado que la orden pedía que los «comisarios judíos-bolcheviques» del Ejército Rojo fueran asesinados directamente detrás del frente, Beger quería conservar las cabezas. «Judeo-bolchevismo» era un término de la propaganda política nazi. La Wehrmacht se opuso a este laborioso proceso de selección de las etnias, la separación de las cabezas y su envío al Reich en contenedores de conservación. El 1 de agosto de 1942, Heinrich Himmler emitió la orden para una expedición de investigación. El «Sonderkommando K» partiría hacia el Cáucaso con 150 participantes, muchos vehículos e incluso su propio avión, bajo la dirección de Ernst Schäfer. El campo de acción de Schäfer incluía los temas «"la tierra", "el hombre", "las plantas" y "los animales"». El «departamento humano» corría por cuenta de Beger, con el objetivo de la «exploración racial total del Cáucaso».
Después de la rendición alemana en la batalla de Stalingrado el 2 de febrero de 1943, sin embargo, se cerró el acceso al Cáucaso, por lo que se canceló la expedición.

## Selección

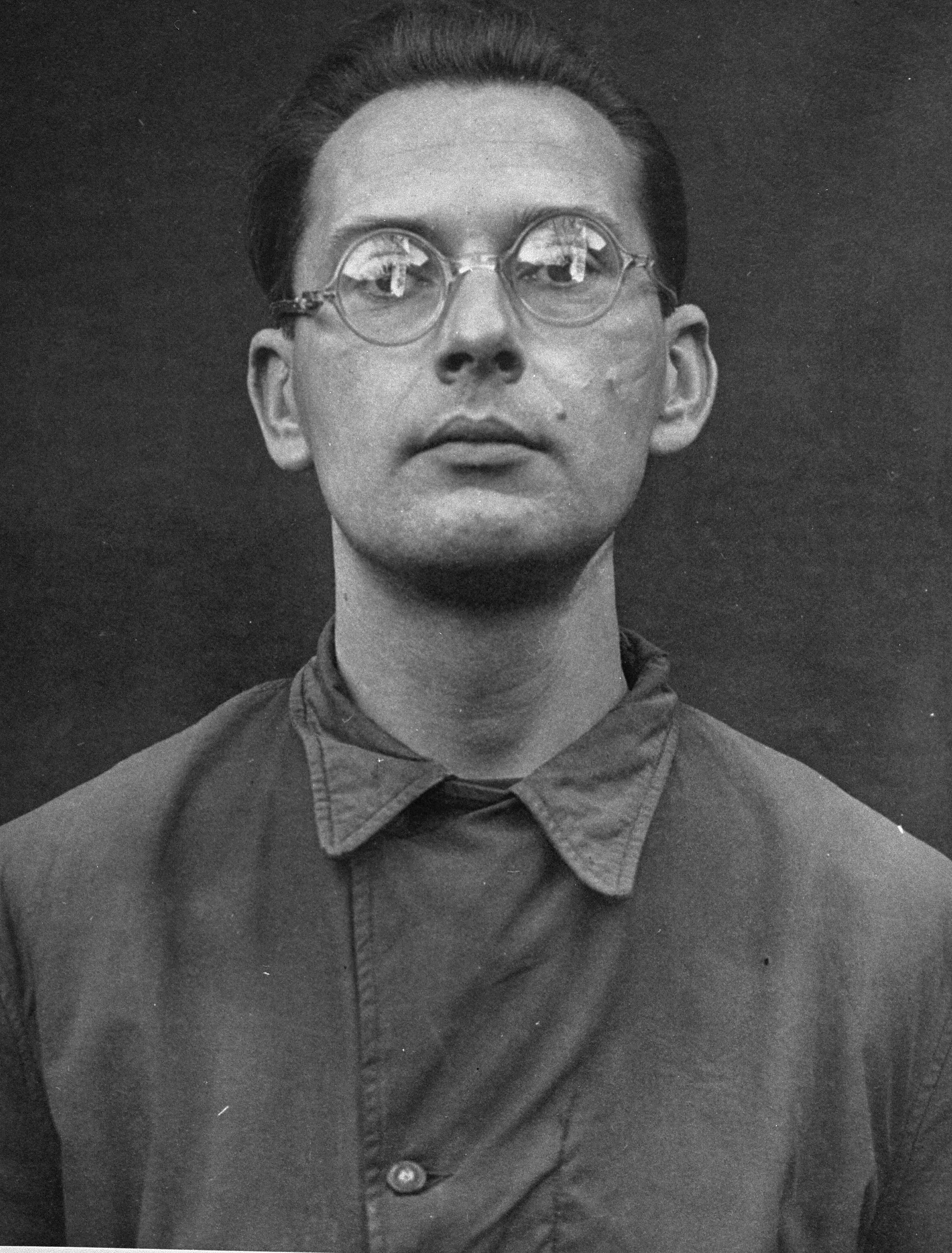
Foto policial de Rudolf Brandt, c. 1946

Mientras tanto, la Wehrmacht había comenzado a transferir prisioneros de guerra soviéticos a las SS. Iban a ser explotados como mano de obra esclava en campos de concentración. También se planeaba que los comisarios serían asesinados en los campos de concentración. Beger, por ello, ahora quería obtener los cráneos de los prisioneros de guerra soviéticos del Cercano Oriente en campos de concentración. Después de que Adolf Eichmann informara que en el campo de concentración de Auschwitz ya se disponía de «material especialmente adecuado», Beger viajó allí junto con Hans Fleischhacker el 6 de junio de 1943 para medir a 150 personas para la selección de los cráneos. Terminaron el trabajo preliminar el 15 de junio de 1943. Solo encontró, sin embargo, 4 centroasiáticos que correspondían a sus ideas.
Después de que Beger se fuera debido a una epidemia de tifus, Sievers comenzó a improvisar y el plan quedó fuera de control. 86 judíos que aún no habían sido medidos por Beger fueron seleccionados de acuerdo con características raciales percibidas como estereotipadas. Debido a la epidemia de tifus, los candidatos elegidos para la colección de esqueletos fueron puestos en cuarentena para evitar que enfermaran y arruinaran su valor como especímenes anatómicos. En ese tiempo, se tomaron las medidas físicas del grupo seleccionado de personas. Un extracto de una carta escrita por Sievers en junio de 1943 informa sobre los preparativos y la epidemia de tifus: «En total, se trabajó con 115 personas, 79 judíos, 30 judías, 2 polacos y 4 asiáticos. En ese momento los presos estaban segregados por sexo y se encontraban en cuarentena en los dos edificios del hospital de Auschwitz». En febrero de 1942, Sievers presentó a Himmler, a través de Rudolf Brandt, un informe del cual el siguiente es un extracto leído en el juicio de los médicos de Nuremberg por el general Telford Taylor, abogado principal de la acusación en Núremberg:

Tenemos a nuestra disposición una colección casi completa de cráneos de todas las razas y pueblos. Sin embargo, solo se dispone de muy pocos especímenes de cráneos de la raza judía, por lo que es imposible llegar a conclusiones precisas al examinarlos. La guerra en el Este ahora nos presenta la oportunidad de superar esta deficiencia. Al obtener los cráneos de los bolcheviques comisarios judíos, que representan el prototipo del repulsivo, pero característico subhumano, ahora tenemos la oportunidad de obtener un documento científico palpable.

El mejor método práctico para obtener y recolectar este material del cráneo podría manejarse ordenando a la Wehrmacht que entregue vivos a todos los comisarios judíos-bolcheviques capturados a la Policía de campo. A ellos, a su vez, se les deben dar directivas especiales para informar a cierta oficina a intervalos regulares del número y lugar de detención de estos judíos capturados y darles especial atención y cuidado hasta que llegue un delegado especial. Este delegado especial, que se encargará de asegurar el «material», tiene como función tomar una serie de fotografías previamente establecidas, medidas antropológicas, y además tiene que determinar, en lo posible, los antecedentes, fecha de nacimiento y otros datos personales del recluso. Después de la muerte inducida subsiguiente del judío, cuya cabeza no debe ser dañada, el delegado separará la cabeza del cuerpo y la enviará a su punto de destino adecuado en una lata herméticamente sellada especialmente producida para este fin y lleno de un líquido conservador.

Una vez llegado al laboratorio, pueden proceder las pruebas de comparación y la investigación anatómica del cráneo, así como la determinación de la pertenencia a la raza de las características patológicas de la forma del cráneo, la forma y el tamaño del cerebro, etc. La base de estos estudios serán las fotos, medidas y demás datos suministrados sobre la cabeza, y finalmente las pruebas del propio cráneo.

## Preparación
Finalmente, 87 de los reclusos fueron enviados a Natzweiler-Struthof. Estas personas fueron retenidas durante unas dos semanas en el Bloque 13 del campamento para que comieran bien y mejoraran su apariencia para los deseados moldes de sus cadáveres. La muerte de 86 de estos reclusos fue, en palabras de Hirt, «inducida» en una instalación de gaseado improvisada en Natzweiler-Struthof, y sus cadáveres fueron enviados a Estrasburgo: 57 hombres y 29 mujeres. El gaseamiento ocurrió el 11, 13, 17 y 19 de agosto, conducido por el comandante Josef Kramer, quien ordenó a las víctimas que se desvistieran, colocó el veneno en la ventilación y vio a las personas caer y morir. Una víctima recibió un disparo por luchar para evitar ser gaseada y, por lo tanto, no formaba parte de la colección. Josef Kramer, comandante en funciones de Natzweiler-Struthof (que se convirtió en el comandante en Auschwitz y el último comandante de Bergen Belsen), llevó a cabo personalmente el gaseado de las víctimas, según su testimonio en su juicio de posguerra. Se cree que tres hombres murieron en el transporte de Auschwitz a Natzweiler-Struthof.
La siguiente parte del proceso de esta «colección» fue hacer moldes anatómicos de los cuerpos antes de reducirlos a esqueletos. Con el acercamiento de los Aliados en septiembre de 1944, hubo preocupación por la posibilidad de que los cadáveres pudieran ser descubiertos, ya que aún no habían sido descarnados. Sievers envió un telegrama a Brandt: «La colección se puede descarnar y volverse irreconocible. Esto, sin embargo, significaría que todo el trabajo se ha hecho en vano, al menos en parte, y que esta singular colección se perdería para la ciencia, ya que sería imposible hacer moldes de yeso después».
Se habían realizado algunos trabajos en el Instituto Anatómico, pero el proyecto nunca se completó. Los moldes corporales no se hicieron, y los cadáveres no fueron descarnados como esqueletos. Cuando llegaron los aliados, encontraron los cadáveres, algunos completos y otros decapitados, conservados en formalina.

## Consecuencias

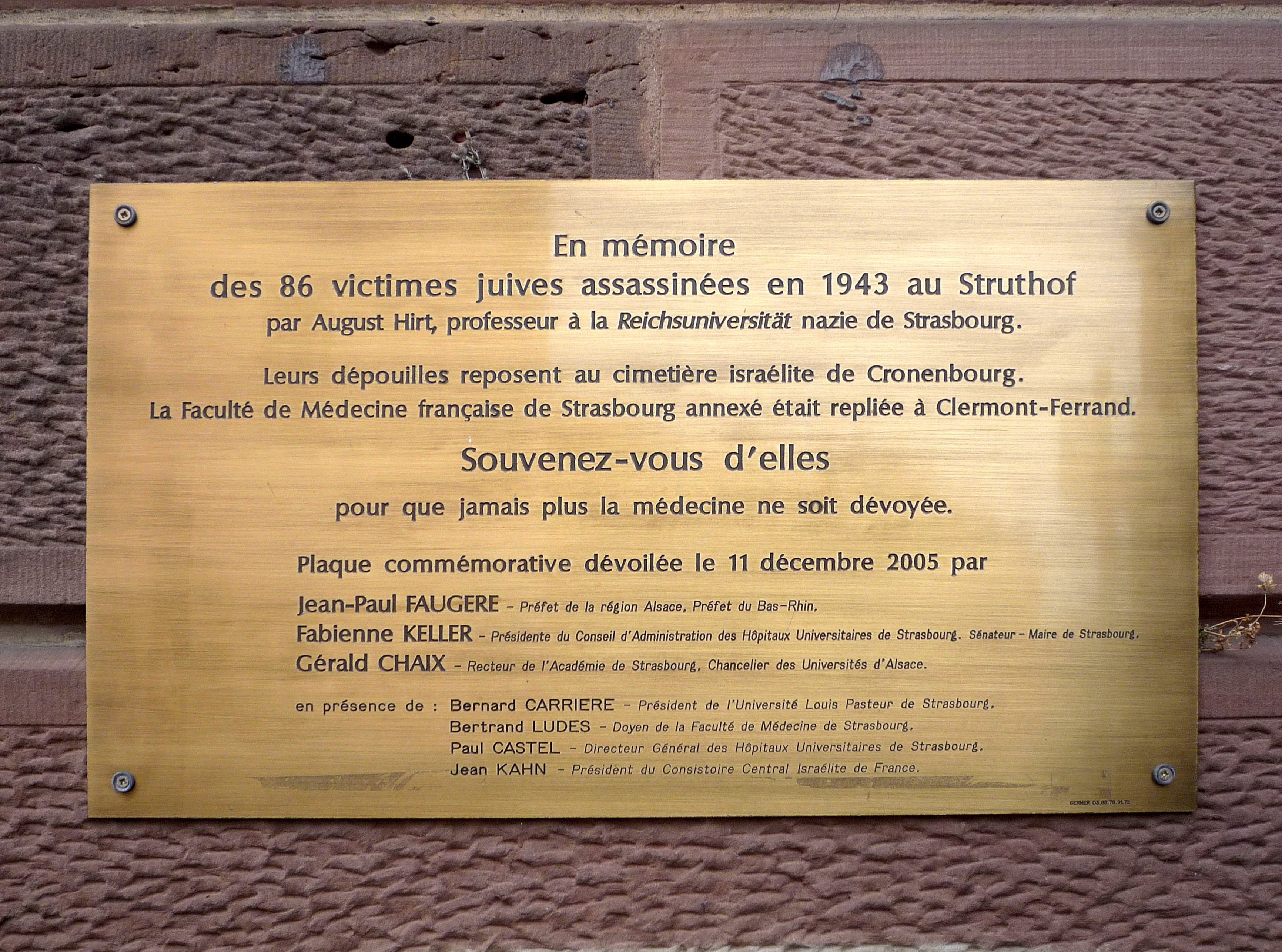
Placa conmemorativa en el Instituto de Anatomía de la Universidad de Estrasburgo

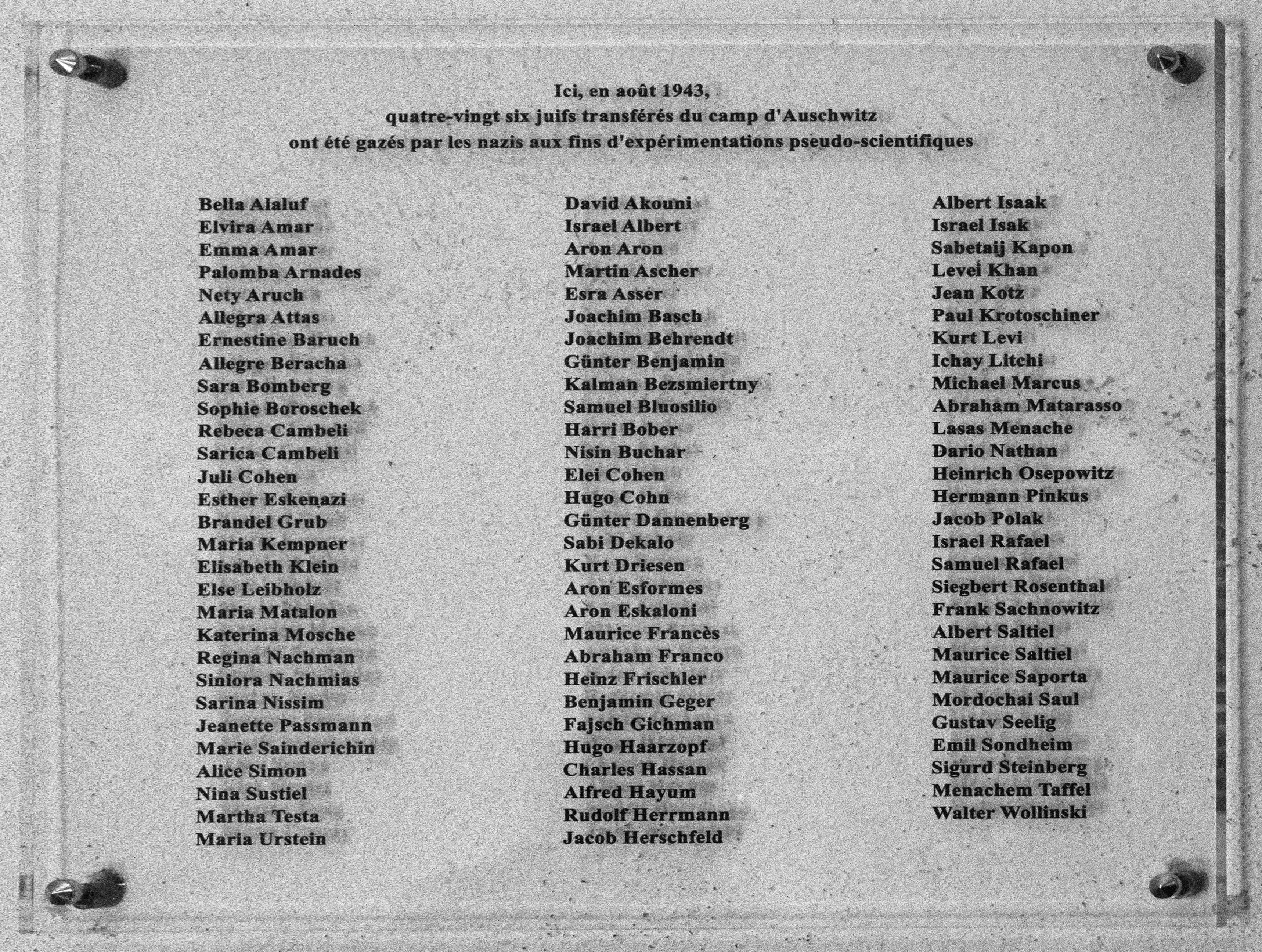
Placa conmemorativa con los nombres de las víctimas fuera de la cámara de gas en el campo de concentración de Natzweiler-Struthof

Brandt y Sievers fueron acusados, juzgados y condenados en el juicio de los doctores en Núremberg, y ambos fueron ahorcados en la prisión de Landsberg el 2 de junio de 1948. Josef Kramer fue declarado culpable de crímenes de guerra y ahorcado en la prisión de Hamelín por el verdugo británico Albert Pierrepoint el 13 de diciembre de 1945. August Hirt, quien concibió el proyecto, fue condenado a muerte en ausencia en el juicio militar por crímenes de guerra en Metz el 23 de diciembre de 1953. En ese momento se desconocía que Hirt se había pegado un tiro en la cabeza el 2 de junio de 1945, cerca de la ciudad de Schluchsee, mientras se escondía en la Selva Negra.
En 1974, Bruno Beger fue condenado por un tribunal de Alemania Occidental como cómplice de 86 asesinatos por su papel en la obtención de las víctimas de la colección de esqueletos judíos. Fue sentenciado a tres años de prisión, la sentencia mínima, pero no cumplió ningún tiempo en prisión, luego de que se le acreditara el tiempo ya cumplido. Según su familia, Beger murió en Königstein im Taunus el 12 de octubre de 2009.
Durante muchos años, solo una única víctima fue identificada positivamente gracias a los esfuerzos de Serge y Beate Klarsfeld: Menachem Taffel (prisionero N.° 107969), un judío nacido en Polonia que vivía en Berlín. En 2003, Hans-Joachim Lang, profesor de alemán en la Universidad de Tübingen, logró identificar a todas las víctimas comparando una lista de números de reclusos de los 86 cadáveres en la Universidad del Reich de Estrasburgo, registrados subrepticiamente por el asistente francés de Hirt, Henri Henrypierre. con una lista del número de reclusos vacunados en Auschwitz. Los nombres y la información biográfica de las víctimas se publicaron en el libro Die Namen der Nummern (Los nombres de los números).
Lang relata en detalle la historia de cómo determinó las identidades de las 86 víctimas gaseadas para el proyecto de August Hirt de la colección de esqueletos judíos. Cuarenta y seis de estos individuos eran originarios de Salónica, Grecia. Los 86 procedían de ocho países de la Europa ocupada por los alemanes: Austria, Países Bajos, Francia, Alemania, Grecia, Noruega, Bélgica y Polonia.
Las víctimas fueron:
| Hayum, Alfred Franco, Abracham Stamm, Günter Steinberg, Sigurch Marcus, Michael Bohar, Harry Herschwelt, Jacob Pinkus, Herman Katz, Jean Cohen, Elei Haarropt, Hugo Geger, Beniamin Bluosilio, Samuel Polan, Jacob Kahn, Lewi Osepowitz, Heinrich Basch, Joachim Wollinski, Walter Cohn, Hugo Duesen, Kurt Ascher, Martin Behrent, Joachim Taffel, Menaelem | Benjamin, Günter Zeelich, Gustaw Litzki, Ichai Izak, Israel Markt, Erich Rosenthal, Siegbert Sachnowotz, Frank Krotoschiner, Paul Izraelski, Hans Rafael, Izrael Buchar, Nisin Albert, Izrael Saltech, Manrice Kapom, Sabetajj Francaise, Moritz Asser, Ezra Hassan, Charles Esformes, Aron Aron, Aron Rafael, Samuel Saul, Mordochaim Isaak, Albert | Menasche, Lasas Saltich, Albert Eskaloni, Aron Saporta, Moise Acuhi, Dawid Nathan, Dario Bezsmiertny, Kalman Sondheim, Emil Matarass, Abracham Decalo, Sabi Herman, Rudolf Frischler, Heinz Dannenberg, Günter Lewy, Kurt Gichman, Fajsch Arnades, Palomba Amra, Elwira Simon, Alica Samdrichin, Marie Soroschak, Sophie Passman, Jeanette Leibholz, Else | Susteil, Nimie Baruch, Ernestine Cally, Sarica Nachmintz, Siniora Attas, Allegra Kohen, Juli Nisin, Sarina Noche, Sterina Eskenasi, Ester Nachman, Redzina Alalouf, Bella Berucha, Alcave Jesta, Marta Arouh, Jety Amar, Emma Cabeu, Rebeca Nadale, Maria Kempner, Maria Grub, Brandel Klein, Elisabeth Urstein, Maria Bomberg, Sara |

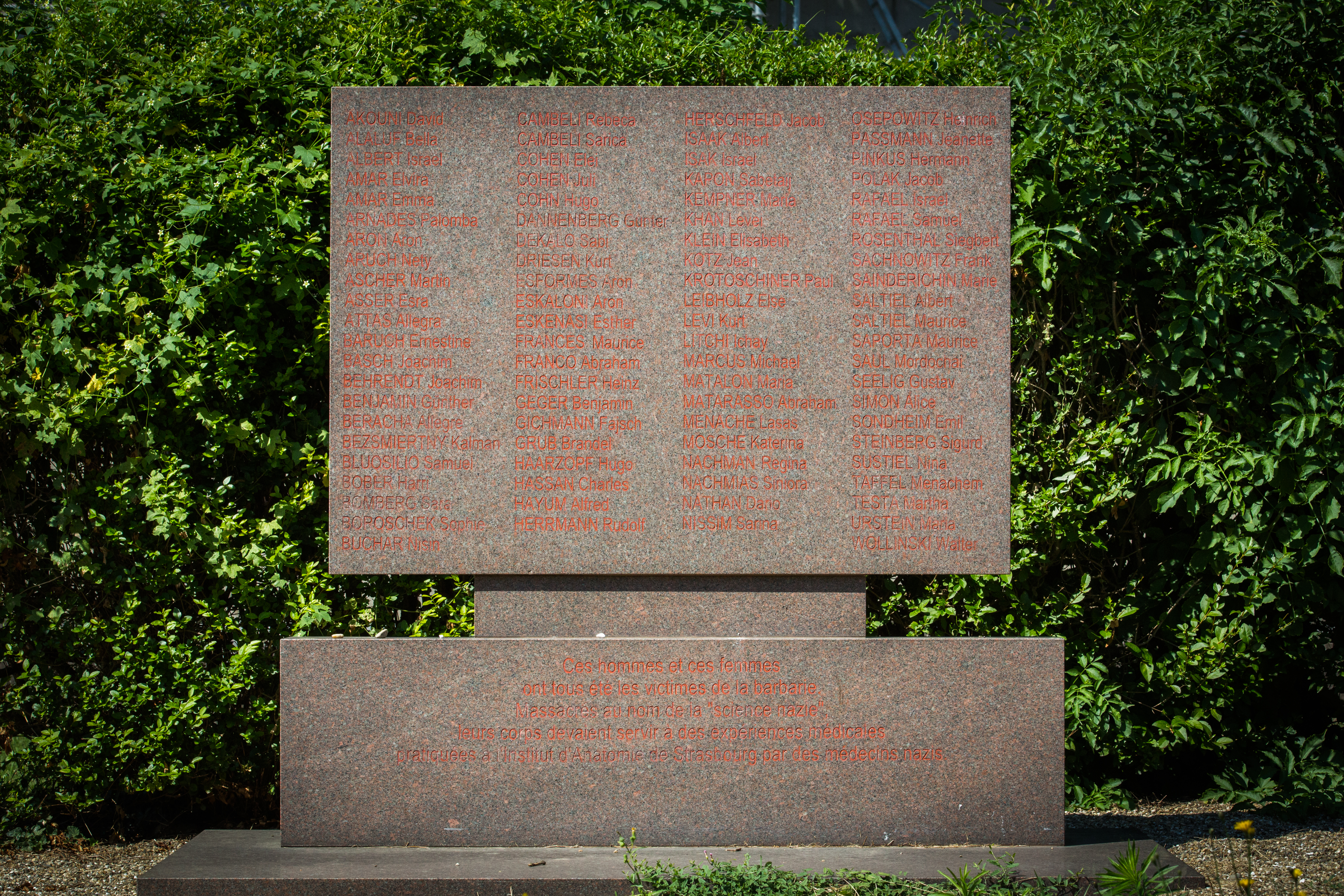
El monumento a la memoria de las víctimas erigido en el cementerio israelita de Cronenbourg en diciembre de 2005.

En 1951, los restos de las 86 víctimas fueron enterrados de nuevo en un solo lugar en el cementerio judío de Cronenbourg-Strasbourg. El 11 de diciembre de 2005, se colocaron en el cementerio piedras conmemorativas grabadas con los nombres de las 86 víctimas. Una está en el sitio de la fosa común, la otra en la pared del cementerio. Otra placa en honor a las víctimas se colocó fuera del Instituto de Anatomía del Hospital Universitario de Estrasburgo. El 9 de julio de 2015, el médico francés Raphael Toledano descubrió en el Museo del Instituto Forense de Estrasburgo varias muestras de tejido humano escondidas, presuntamente de Menachem Taffel. Estos últimos restos fueron enterrados en el cementerio judío de Cronenbourg el 6 de septiembre de 2015.
El periodista e investigador Lang, una vez que se publicó su larga investigación sobre las identidades de las 86 personas asesinadas bajo las órdenes de Hirt, declaró que «no se debe permitir que los perpetradores tengan la última palabra».

## Controversia sobre el trabajo de investigación histórica
El historiador Julien Reitzenstein, en su libro de 2018 Das SS-Ahnenerbe und die Straßburger Schädelsammlung, elogió el trabajo de investigación de Lang como «indispensable en la evaluación moral de uno de los crímenes nazis más inhumanos». Opinó, sin embargo, que The Names of Numbers es un libro de no ficción, no un estudio científico. Por lo tanto, no se debe esperar ninguna crítica de las fuentes con profundidad científica por parte de Lang.
En 2004, Lang asumió que August Hirt tenía la intención de establecer un «museo con judíos muertos como objetos exhibidos» (Lang) en Estrasburgo. Consideraba a Beger como una figura marginal, en parte porque estaba por debajo de Hirt. Reitzenstein examinó las fuentes del crimen y refuta la suposición con referencia a los archivos personales de ambos perpetradores. También responde que Lang no corrobora pasajes cruciales yi reproduce fuentes de manera manipulada.   Reitzenstein señala que ninguna de las numerosas fuentes prueba que Hirt, a diferencia de la mayoría de los anatomistas alemanes, haya tratado alguna vez con judíos. Asimismo, no se probó ningún objetivo científico, que Hirt quería mostrar con estos esqueletos, mientras que hubo numerosa correspondencia para sus otras áreas de investigación, lo que fue suficiente para su condena como criminal de guerra. «Se demostró que tanto Hirt como Beger jugaron un papel importante en la ejecución del crimen y nunca fueron condenados adecuadamente».
Sven Felix Kellerhoff escribió en Die Welt que difícilmente podría considerarse a Henripierre como un testigo contemporáneo neutral. Además de su solicitud de ciudadanía alemana y su compromiso con el estado nazi, el hecho de que las SS le pagaran era incriminatorio. Reitzenstein afirma que la historia de un supuesto proyecto de Hirt con esqueletos de judíos muertos se remonta exclusivamente a Henripierre y que no hay otras fuentes. En contraste, las acciones de Beger en Estrasburgo son parte de una cadena de acciones que realizó de manera continua desde 1938 hasta 1945.
A principios de 2019, Lang justificó sus acciones en un artículo del Frankfurter Allgemeine Zeitung e informó que los historiadores Michel Kater y Reitzenstein estaban equivocados en su evaluación de la colección de cráneos. Reitzenstein luego respondió en el Neue Zürcher Zeitung y señaló la evidencia manipulada en el libro de Lang. A mediados de 2019, Reitzenstein entró en detalles sobre la contribución de Lang en el FAZ. Escribió que Lang también engañó a sus lectores en su artículo periodístico al manipular las fuentes. Reitzenstein usó cinco ejemplos para mostrar que Lang hizo afirmaciones falsas. Reitzenstein yuxtapone todas las contribuciones a esta controversia en la página de inicio del libro.
Poco antes, Lang había actualizado su libro de forma muy amplia. Se corrigieron la mayoría de los puntos criticados por Reitzenstein. Sin embargo, Lang todavía cree en la credibilidad de Henripierre y sigue atribuyéndole el proyecto a Hirt. Sin embargo, el libro hasta ahora solo ha aparecido en una versión francesa traducida por Valentine Meunier, no en alemán. Aparte de esta diferencia en términos de autoría y objetivo del crimen, Lang y Reitzenstein llegan a conclusiones similares sobre el curso del crimen. Lang aborda desde la perspectiva del autor de no ficción, que hace perceptible el lado moral del crimen, Reitzenstein desde la perspectiva del historiador, que diferencia con más detalle.
Wolfgang Benz juzgó los resultados de la investigación de Reitzenstein en el Süddeutsche Zeitung: «La verdad detrás de las leyendas que Reitzenstein destruye en su lúcido estudio es aún más inquietante que los propios hallazgos. (...) El resultado de su investigación no es una lectura agradable pero muy necesaria. (...) La ciencia acreditada –como demuestra Reitzenstein– puede abrir los ojos».  Nikoline Hansen agregó en el Jüdische Rundschau : «A veces es necesario hacer preguntas diferentes y también mirar narraciones históricas conocidas desde una perspectiva diferente. (...) Julien Reitzenstein continúa así una tradición incómoda que se caracteriza por el pensamiento antisistema». Sven Felix Kellerhoff juzgó: «El ejemplo muestra que los estudios históricos críticos también deberían cuestionar las declaraciones de testigos clave que se han considerado confiables durante décadas. Esto no es una relativización, sino que por el contrario sirve para procesar la situación».